# Garden City (Utah)
Garden City – miasto w Stanach Zjednoczonych, w stanie Utah, w hrabstwie Rich.